# Operetka Warszawska
Operetka Warszawska, właśc. Państwowa Operetka Warszawska – teatr komedii muzycznej. Jako symboliczny dzień powstania nowej nazwy teatru uznaje się datę pierwszej premiery – dzień 16 lutego 1954 roku sztuki „Domek trzech dziewcząt” Franza Schuberta (w opracowaniu H. Bertego).

## Opis
Operetka rozpoczęła działalność w gmach teatru przy ul. Puławskiej 39. Początkowo zespół składał się z 30-osobowej grupy solistów oraz 36-osobowego zespołu orkiestry. Wśród znanych solistów, biorących udział w pierwszych przedstawieniach znajduje się wiele nazwisk trwale związanych z historią warszawskiej sceny operetkowej – Beata Artemska, Helena Bortnowska, Maryla Karwowska, Tola Mankiewicz, Ludwik Sempoliński, Jan Precigs czy Mieczysław Wojnicki. W pierwszej obsadzie kierownictwa teatru funkcję dyrektora sprawował Julian Surowicz, wicedyrektora – Józef Białkowski, kierownictwo artystyczne Tadeusz Bursztynowicz. Kierownikiem muzycznym był Jerzy Gaczek, kierownikiem baletu – Jerzy Kapliński, zaś kierownikiem chóru – Wacław Geiger, dyrygentem był Adam Cichoń.
W 1966 Operetka przeniosła się do obecnego gmachu Romy przy Nowogrodzkiej 49.
W latach 90. teatr przeszedł pod opiekę władz Warszawy, zmieniając nazwę na Teatr Muzyczny Roma.

## Dyrektorzy Operetki Warszawskiej – Teatru Muzycznego Roma
- Julian Surowicz (1954-1955)
- Tadeusz Bursztynowicz (1956-1959)
- Jerzy Macierakowski (1958-1960)
- Tadeusz Bursztynowicz (1961-1970)
- Stanisława Stanisławska-Majdrowicz (1970-1978)
- Ryszard Pietruski (1978-1988)
- Urszula Trawińska-Moroz (1988-1991)
- Jan Szurmiej (1992-1994)
- Bogusław Kaczyński (1994-1998)
- Wojciech Kępczyński (1998-)

## Artyści związani z Operetką Warszawską do (1998)
- Jerzy Sergiusz Adamczewski (1954–1975)
- Ryszard Hubert Adrjański (1971–1977)
- Zygmunt Apostoł (1968–1979)
- Beata Artemska (1954–1975)
- Piotr Bednarski (1978–1981)
- Barbara Bella-Wysocka (1972–1983)
- Zenon Bester (1978–1991)
- Joanna Białek (1981–1994)
- Przemysław Biedrzyński (1988–1992)
- Maria Bielicka (1955–1966)
- Mariusz Bieliński (1993–1994)
- Jacek Bończyk (1993–1994)
- Helena Bortnowska-Przyłęcka (1954–1959)
- Grażyna Brodzińska (1980–2000)
- Leokadia Brudzińska (1972–1985)
- Mariusz Cellari (1972–1982)
- Ewelina Chrobak-Hańska (1990–1996)
- Stefan Cieszkowski (1955–1959)
- Grzegorz Ciorga (1982–1983)
- Lech Czerkas (1973–1999)
- Hanna Dobrowolska-Blejarska (1964–1980)
- Henryk Derewenda (1972–1975)
- Zdzisław Drabicki (1953–1965)
- Jerzy Dzianysz (1962, 1972–1974)
- Jerzy Dukay (1958–1966)
- Ryszard Fabiński (1953–1980)
- Wojciech Florczak (1986–1994)
- Elżbieta Fuglewicz–Krawczyk (1975–2000)
- Jerzy Gaweł (1975–1976)
- Ewa Gawrońska (1979–1981)
- Jerzy Gołembiowski (1980–1981)
- Czesław Goszczyński (1955–1976)
- Paweł Grzegorczyk (1982–1989)
- Leopold Grzegorzewski (1954–1960)
- Henryk Guzek (1971–1980)
- Tadeusz Hanusek (1965–1974)
- Józef Hejke (1969–1971)
- Aleksandra Hofman (1978–1997)
- Krystian Holewik (1986–1992)
- Grzegorz Hołówko (1988–1994)
- Urszula Hołubowska (1972–1975)
- Władysław Ignatowicz (1954–1959)
- Arkadiusz Jakubik (1993–1994)
- Roma Jakubowska-Handke (1988–1989)
- Waldemar Januszkiewicz (1954–1966)
- Jerzy Jeszke (1982–1986)
- Krzysztof Kanarek (1986–1988)
- Alina Kaniewska (1955–1992)
- Mariusz Karamański (1982–1989)
- Maryla Karwowska (1954–1962)
- Lidia Kłobucka (1974–1981)
- Antoni Kłopocki (1977–1994)
- Roman Kosierkiewicz (1954–1981)
- Agnieszka Kossakowska (1953–1962)
- Ireneusz Kozioł (1982–1985)
- Julita Kożuszek-Borsuk (1992–1993)
- Ewa Krawcow (1984–1985)
- Jacek Krośnicki (1988–1989)
- Stefania Kubicka (1958–1959)
- Krystyna Lewenfisz-Kulesza (1988–1995)
- Jacek Labuda (1984–1991)
- Jacek Lenartowicz (1993–1994)
- Wiesława Lewicka (1955–1959)
- Sławomir Lindner (1955–1959)
- Paweł Lipnicki (1988–1994)
- Kazimierz Łabudź (1954–1986)
- Agnieszka Maciejewska (1993–1994)
- Marzena Małkowicz (1988–1994)
- Tola Mankiewiczówna (1954–)
- Tomasz Markiewicz (1981–1982)
- Agnieszka Matysiak (1993–1994)
- Krzysztof Mielańczuk (1991–1995)
- Maria Mikołajewicz (1978–1979)
- Jacek Mikusek (1978–1983)
- Barbara Minoł (1976–1981)
- Bogusław Morka (1993–1997)
- Michał Morton (1979–1980)
- Janusz Nowicki (1974–1976)
- Nela Obarska (1976–1991)
- Małgorzata Obłój (1992–1993)
- Mirosław Ochocki (1972–1989)
- Margerita Orwat (1970–1971)
- Ewa Florczak-Orzechowska (1982–1983)
- Anna Pikierska (1976–1981)
- Barbara Podczaska (1976–1983)
- Wanda Polańska (1963–1998)
- Elżbieta Poniatowska (1970–1974)
- Jan Precigs (1954–1976)
- Antoni Przestrzelski (1968–1976)
- Alicja Rollinger (1970–1976)
- Danuta Renz (1976–1995)
- Ryszard Ronczewski (1957–1959)
- Henryk Rucki (1966–1976)
- Elżbieta Ryl-Górska (1954–1982)
- Ludwik Sempoliński (1954–)
- Wojciech Skibiński (1955–1958, 1964–1996)
- Ewa Skołucka (1981–1992)
- Barbara Skowronek (1976–1996)
- Eliza Sroka (1993–1994)
- Krystyna Starościk–Labuda (1981–2002)
- Krzysztof Stasierowski (1993–1994)
- Józef Stylko (1955–1959)
- Feliks Szczepański (1950–1959)
- Krystyna Szyszko (1978–1999)
- Janina Szumna (1955–1960)
- Jan Sybilski (1970–1993)
- Michał Ślaski (1955–1976)
- Józef Śpiewak (1974–1988)
- Barbara Tadajewska (1980–1981)
- Marian Tilszer (1955–1962)
- Krystyna Tyburowska (1995–1996)
- Tadeusz Walczak (1959–1996)
- Viola Waniek (1978–1979)
- Jan Wengrzik (1982–1988)
- Anna Widera (1993–1994)
- Alina Wieczorek-Januszewska  (1955–1960)
- Alina Wieczorkówna (1954–1991)
- Stefan Witas (1955–1980)
- Włodzimierz Wilkosz (1960–1962)
- Mieczysław Wojnicki (1951–1995)
- Ryszard Wojtkowski (1966–1993)
- Tadeusz Woszczyński (1993–1994)
- Jerzy Woźniak (1982–2000)
- Mirosław Wójciuk (1979–1998)
- Adam Wysocki (1954–1966)
- Zdzisław Zaczyk (1954–1966)
- Elżbieta Zakrzewska-Parker (1950–1959)
- Jan Zakrzewski (1992–1995)
- Bożena Zborowska (1978–1980)
- Hanna Zdunek (1971–1972)
- Mieczysław Ziołowski (1954–1970)
- Janusz Żełobowski (1970–2003)
- Helena Żmichorowska (1954–1964)

## Realizatorzy
- Beata Artemska
- Danuta Baduszkowa
- Maciej Zenon Bordowicz
- Tadeusz Bursztynowicz
- Bogusława Czosnowska
- Mieczysław Daszewski
- Maria Fołtyn
- Zdzisław Górzyński
- Witold Gruca
- Sławomir Lindner
- Zbigniew Marek Hass
- Bolesław Jankowski
- Barbara Kilkowska
- Antoni Kłopocki
- Jan Kulczyński
- Czesław Majewski
- Krystyna Meissner
- Krzysztof Pankiewicz
- Maciej Pawłowski
- Ryszard Pietruski
- Wojciech Pokora
- Ludwik René
- Zbigniew Sawan
- Józef Słotwiński
- Stanisława Stanisławska-Majdrowicz
- Janusz Strachocki
- Lech Emfazy Stefański
- Urszula Trawińska-Moroz
- Elwira Turska
- Janusz Warnecki
- Lech Wojciechowski